# أصدقاء (أغنية جاستن بيبر وبلودبوب)
«أصدقاء» (بالإنجليزية: Friends)‏ (بالعربية: أصدقاء) هي أغنية للمغني الكندي جاستن بيبر وكاتب الأغاني ومنتج الأسطوانات الأمريكي بلودبوب. كتبها بيبر مع جوليا مايكلز وبلودبوب وجاستن ترانتر، وأنتجها بلودبوب. تُعد هذة الأغنية هي أول أغنية منفردة لبيبر كفنان رئيسي بعد أغنية كومبني الصادرة في مارس 2016 تبعا لألبومه الإستديو بيربوس (2015). تم إصدار الأغنية في 18 أغسطس 2017 من قبل الشركات: جين بوب وتسجيلات آر بي إم جي وسكول بوي ريكوردز وتسجيلات ديف جام وريبابليك ريكوردز. أحتلت الأغنية المرتبة الثانية علي تصنيف المملكة المتحدة للأغاني المنفردة، والمرتبة الـ20 علي بيلبورد هوت 100 بالولايات المتحدة. وفي 17 أكتوبر 2017 تم إصدار ريمكس للأغنية يضم المغنية وكاتبة الأغاني الأمريكية جوليا مايكلز.